# Liberty Films
Liberty Films foi uma produtora americana de filmes independentes fundada por Frank Capra em 1945.

## História

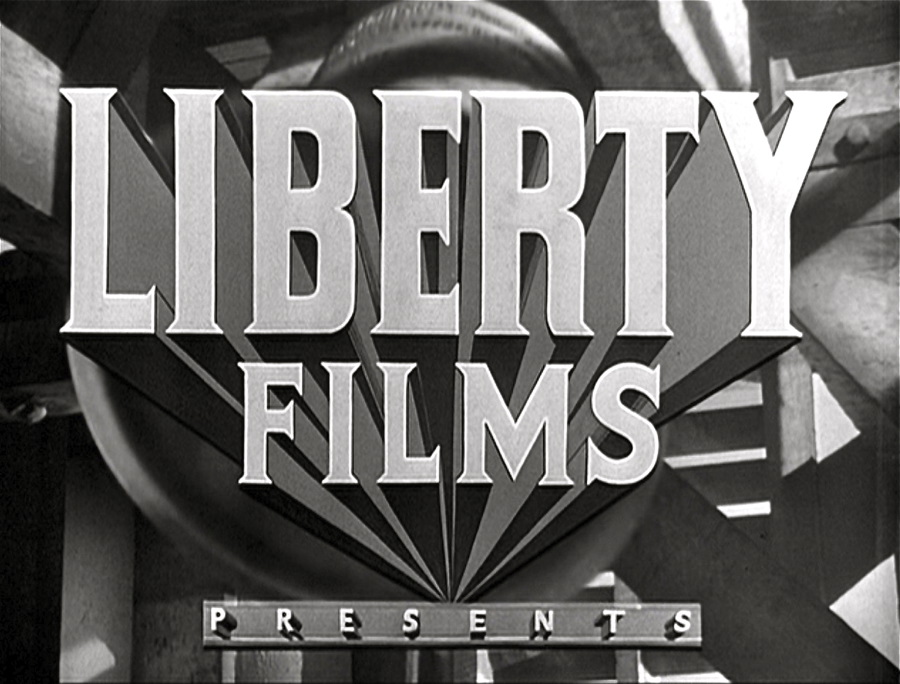
Logo

Em 1941, Frank Capra, Selznick e Alexander Korda se uniram para comprar a United Artists, já que os filmes produzidos pela Studio System (empresa de Capra) estavam com dificuldades de encontrar distribuidoras. Após essa tentativa frustrada, foi fechada a Frank Capra Productions, durante o período em que ele se alistou no exército.
Depois da Guerra, Frank falou sobre seu futuro como independente com Sam Briskin, um produtor da Columbia Pictures, e daí surgiu a Liberty Films. Com o tempo Capra conseguiu novos sócios para a Liberty, entre eles William Wyler e George Stevens. A companhia conseguiu fechar um acordo de distribuição com a RKO Pictures em troca de 15 milhões para a produção de três filmes, um para cada realizador.
Devido a problemas financeiros posteriores a Liberty acabou sendo vendida para a Paramount Pictures. Continuaria como subsidiária da Paramount até março de 1951, quando o estúdio, com a aprovação de Capra, terminou com as atividades.